# Zanamivir
Zanamivir é um fármaco utilizado pela medicina como antiviral seletivo para o vírus da influenza. É um potente inibidor da enzima neuraminidase superficial do vírion gripal, na prevenção e tratamento de infecções por vírus Influenza A e B. Foi descoberto em 1989, e atualmente é comercializado por Glaxo Smith Kline sob o nome registrado de Relenza.

## Reações adversas
Pequenos relatos de alergia leve, tosse seca, broncoespasmo e edema orofaríngeo.

## Interações medicamentosas
Devido a baixa ligação à proteínas plasmáticas, geralmente não ocorrem interações medicamentosas na clínica médica.